# Big South Conference

Ausdehnung der Big South Conference

Die Big South Conference ist eine aus zwölf Universitäten bestehende Liga für diverse Sportarten, die in der NCAA Division I spielen. Im College Football spielen die Teams in der Football Championship Subdivision (FCS) (ehemals Division I-AA).
Die Liga wurde 1983 gegründet. Die Mitglieder befinden sich im Südosten der Vereinigten Staaten. Der Hauptsitz befindet sich in Charlotte im Bundesstaat North Carolina.

## Mitglieder

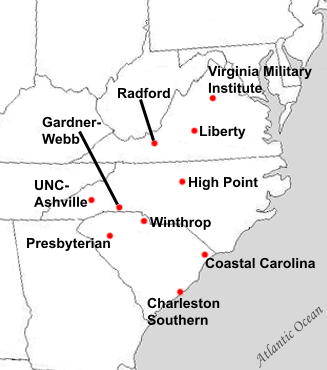
Lage der Vollmitglieder

| Universität                                                                     | Ort                              | Teamname         | gegründet | Trägerschaft   | Studenten | beigetreten |
| ------------------------------------------------------------------------------- | -------------------------------- | ---------------- | --------- | -------------- | --------- | ----------- |
| Campbell University                                                             | Buies Creek, North Carolina      | Fighting Camels  | 1887      | privat         | 10.471    | 1983, 2011  |
| Charleston Southern University                                                  | North Charleston, South Carolina | Buccaneers       | 1964      | privat         | 3.224     | 1983        |
| Gardner-Webb University                                                         | Boiling Springs, North Carolina  | Runnin’ Bulldogs | 1905      | privat         | 4.000     | 2008        |
| Hampton University                                                              | Hampton, Virginia                | Pirates          | 1868      | privat HBCU    | 4.500     | 2018        |
| High Point University                                                           | High Point, North Carolina       | Panthers         | 1924      | privat         | 3.079     | 1999        |
| Longwood University                                                             | Farmville, Virginia              | Lancers          | 1839      | staatlich      | 4.800     | 2012        |
| North Carolina Agricultural and Technical State University (North Carolina A&T) | Greensboro, North Carolina       | Aggies           | 1891      | staatlich HBCU | 12.142    | 2021        |
| Presbyterian College                                                            | Clinton, South Carolina          | Blue Hose        | 1880      | privat         | 1.300     | 2007        |
| Radford University                                                              | Radford, Virginia                | Highlanders      | 1910      | staatlich      | 9.220     | 1983        |
| University of North Carolina at Asheville                                       | Asheville, North Carolina        | Bulldogs         | 1927      | staatlich      | 3.635     | 1984        |
| University of South Carolina Upstate                                            | Spartanburg, South Carolina      | Spartans         | 1967      | staatlich      | 5.821     | 2018        |
| Winthrop University                                                             | Rock Hill, South Carolina        | Eagles           | 1886      | staatlich      | 6.292     | 1983        |

### Assoziierte Mitglieder
| Universität                 | Ort                          | Teamname  | gegründet | Trägerschaft | Studenten | beigetreten | Sportart          | Hauptliga      |
| --------------------------- | ---------------------------- | --------- | --------- | ------------ | --------- | ----------- | ----------------- | -------------- |
| Furman University           | Greenville, South Carolina   | Paladins  | 1826      | privat       | 2.629     | 2021        | Lacrosse (Frauen) | SoCon          |
| Kennesaw State University   | Kennesaw, Georgia            | Owls      | 1963      | staatlich    | 24.600    | 2015        | American Football | ASUN           |
| Mercer University           | Macon, Georgia               | Bears     | 1831      | privat       | 9.026     | 2021        | Lacrosse (Frauen) | SoCon          |
| Monmouth University         | West Long Branch, New Jersey | Hawks     | 1933      | privat       | 7.440     | 2014        | American Football | MAAC           |
| University of North Alabama | Florence, Alabama            | Lions     | 1830      | staatlich    | 7.244     | 2019        | American Football | ASUN           |
| Robert Morris University    | Moon Township, Pennsylvania  | Colonials | 1921      | privat       | 4.895     | 2020        | American Football | Horizon League |
| Wofford College             | Spartanburg, South Carolina  | Terriers  | 1854      | privat       | 1.773     | 2021        | Lacrosse (Frauen) | SoCon          |

## Spielstätten der Conference

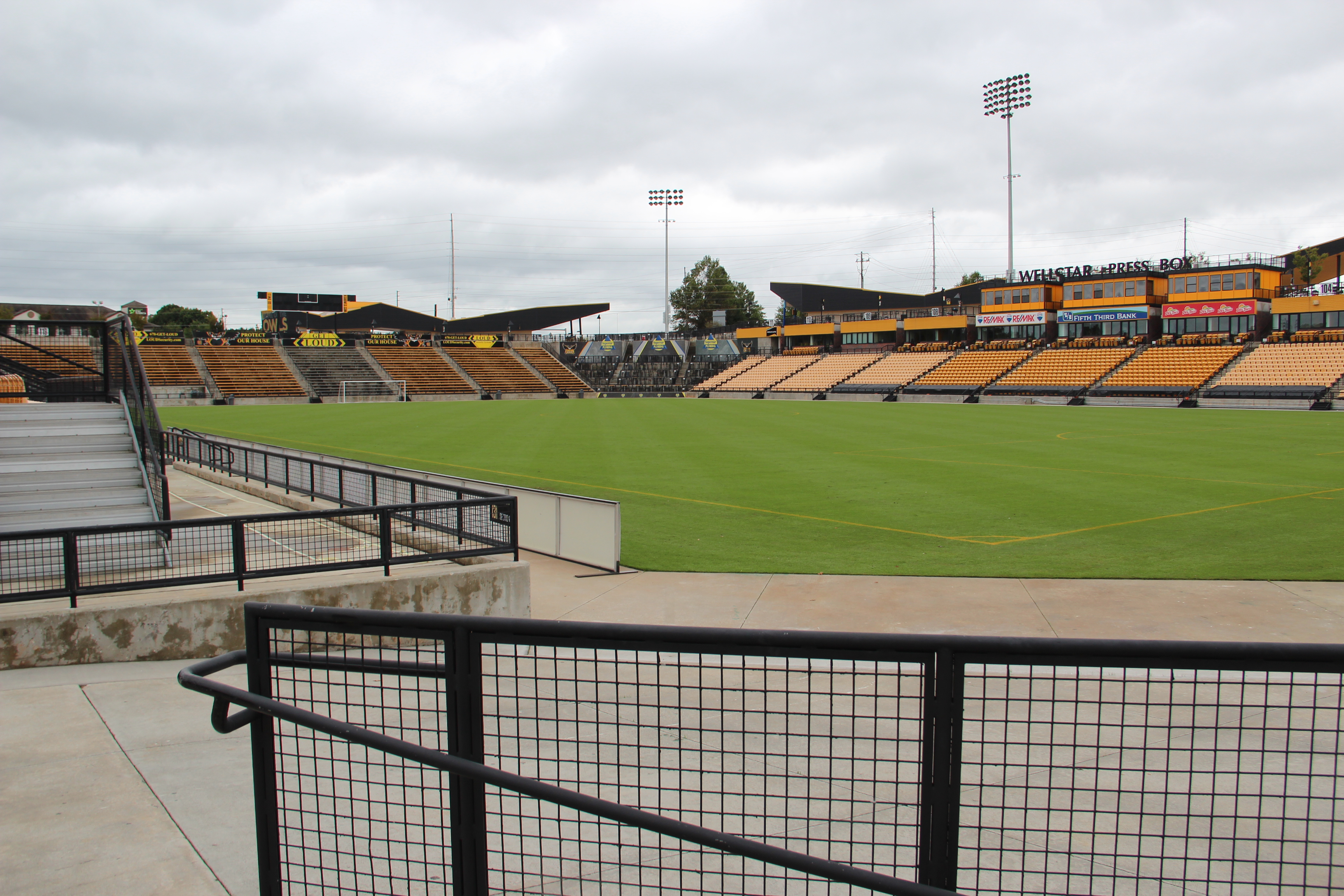
Fifth Third Bank Stadium

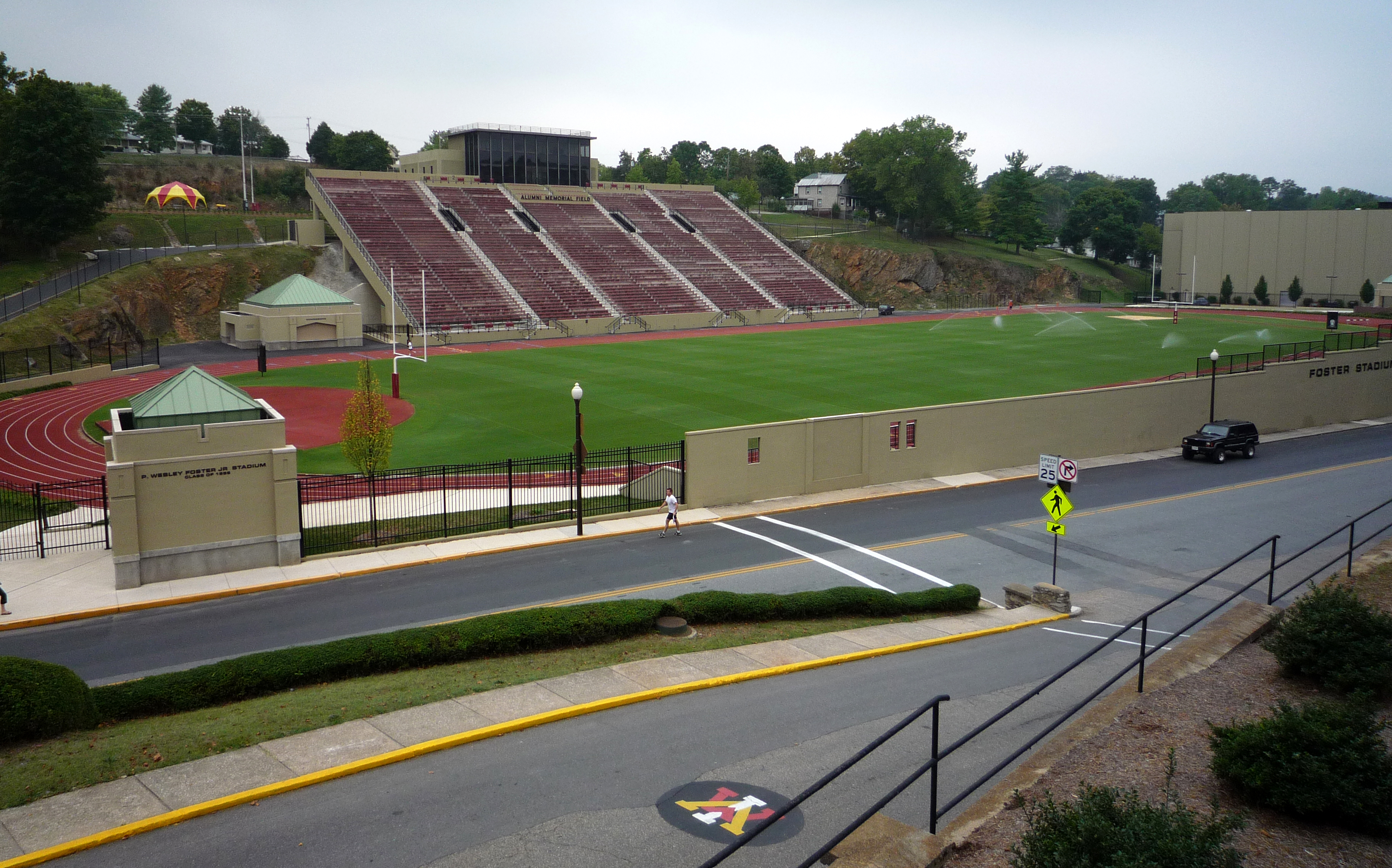
Alumni Memorial Field

| Universität         | Footballstadion                          | Kapazität | Basketballstadion                         | Kapazität                                 |
| ------------------- | ---------------------------------------- | --------- | ----------------------------------------- | ----------------------------------------- |
| Campbell            | Barker-Lane Stadium                      | 5.000     | John W. Pope, Jr. Convocation Center      | 3.095                                     |
| Charleston Southern | Buccaneer Field                          | 4.000     | CSU Field House                           | 790                                       |
| Gardner-Webb        | Ernest W. Spangler Stadium               | 7.800     | Paul Porter Arena                         | 5.000                                     |
| Hampton             | Armstrong Stadium                        | 10.000    | Hampton Convocation Center                | 6.000                                     |
| High Point          | keine Football-Mannschaft                | -         | Millis Center                             | 2.565                                     |
| Kennesaw State      | Fifth Third Bank Stadium                 | 8.300     | Siehe: ASUN Conference                    | Siehe: ASUN Conference                    |
| Longwood            | keine Football-Mannschaft                | -         | Willett Hall                              | 1.807                                     |
| Monmouth            | Kessler Field                            | 4.600     | Siehe: Metro Atlantic Athletic Conference | Siehe: Metro Atlantic Athletic Conference |
| North Alabama       | Braly Municipal Stadium                  | 14.215    | Siehe: ASUN Conference                    | Siehe: ASUN Conference                    |
| North Carolina A&T  | Truist Stadium                           | 23.000    | Corbett Sports Center                     | 5.000                                     |
| Presbyterian        | Crocker Field at Bailey Memorial Stadium | 6.500     | Ross E. Templeton Arena                   | 2.500                                     |
| Radford             | keine Football-Mannschaft                | -         | Dedmon Center                             | 5.000                                     |
| Robert Morris       | Joe Walton Stadium                       | 3.000     | Siehe: Horizon League                     | Siehe: Horizon League                     |
| UNC Asheville       | keine Football-Mannschaft                | -         | Kimmel Arena                              | 3.200                                     |
| USC Upstate         | keine Football-Mannschaft                | -         | G. B. Hodge Center                        | 878                                       |
| Winthrop            | keine Football-Mannschaft                | -         | Winthrop Coliseum                         | 6.100                                     |